# Granulifusus rubrolineatus
Granulifusus rubrolineatus is een slakkensoort uit de familie van de Fasciolariidae. De wetenschappelijke naam van de soort is voor het eerst geldig gepubliceerd in 1870 door G.B. Sowerby II.